# Cleópatra I
Cleópatra I Sira (em grego: Κλεοπάτρα Σύρα; ca. 215 — 176 a.C.) foi uma rainha do Reino Ptolemaico.
Filha do rei selêucida Antíoco e de Laódice III, Cleópatra nasceu na Síria. Em 193 a.C., em Ráfia (Palestina), [carece de fontes?] casou-se com o rei egípcio Ptolemeu V Epifânio, em uma aliança entre o Egito e o Império Selêucida.
Este casamento foi arranjado quando Cleópatra era ainda uma criança. Seu pai tinha derrotado Ptolemeu IV Filopátor na Batalha de Pânio (200 a.C.); perante a ascensão de Roma, o pai de Cleópatra procurou fazer a paz com o Egito, que já era há alguns anos o inimigo do reino selêucida. Como dote de casamento o seu pai concedeu-lhe a região da Celessíria; Antíoco IV Epifânio, filho de Antíoco III Magno, quando entrou em guerra contra Ptolemeu VI Filómetor, filho de Ptolemeu V Epifânio e Cleópatra, negou que tivesse havido este acordo.
Com Ptolemeu V Cleópatra teve dois filhos, Ptolemeu VI Filómetor e Ptolemeu VIII Evérgeta II e uma filha, Cleópatra II.
Quando o seu marido morreu em 180 a.C., Cleópatra tornou-se regente na menoridade do filho, Ptolemeu VI, que na altura tinha seis anos de idade. Durante a sua regência evitou envolver o Egito em guerras, anulando o plano do marido em atacar Seleuco V, seu irmão.